# Erminio Sipari
Erminio Nicola Vincenzo Sipari (Alvito, 1º dicembre 1879 – Roma, 28 gennaio 1968) è stato un naturalista, ambientalista e politico italiano.
Artefice e primo presidente del Parco nazionale d'Abruzzo, il cui modello organizzativo e gestionale ha improntato sull'intreccio tra tutela dell'ambiente e sviluppo del turismo, è considerato fra i pionieri della conservazione della natura in Italia e fra i primi fautori dello sviluppo sostenibile a livello mondiale.

## Biografia
Ultimo di sei figli, si è laureato in ingegneria civile a Torino e specializzato in ingegneria elettrotecnica all'Istituto Montefiore di Liegi. Console di Pescasseroli del Touring Club Italiano e membro della Commissione per la conservazione della natura dello stesso sodalizio ha perorato, fin dai primi anni del XX secolo, la realizzazione di un'area protetta nell'Appennino abruzzese, resasi indispensabile dal 1913, in seguito all'abolizione della Riserva reale dell'Alta Val di Sangro, per il concreto pericolo di estinzione di importanti specie faunistiche, quali il Camoscio d'Abruzzo e l'Orso bruno marsicano.

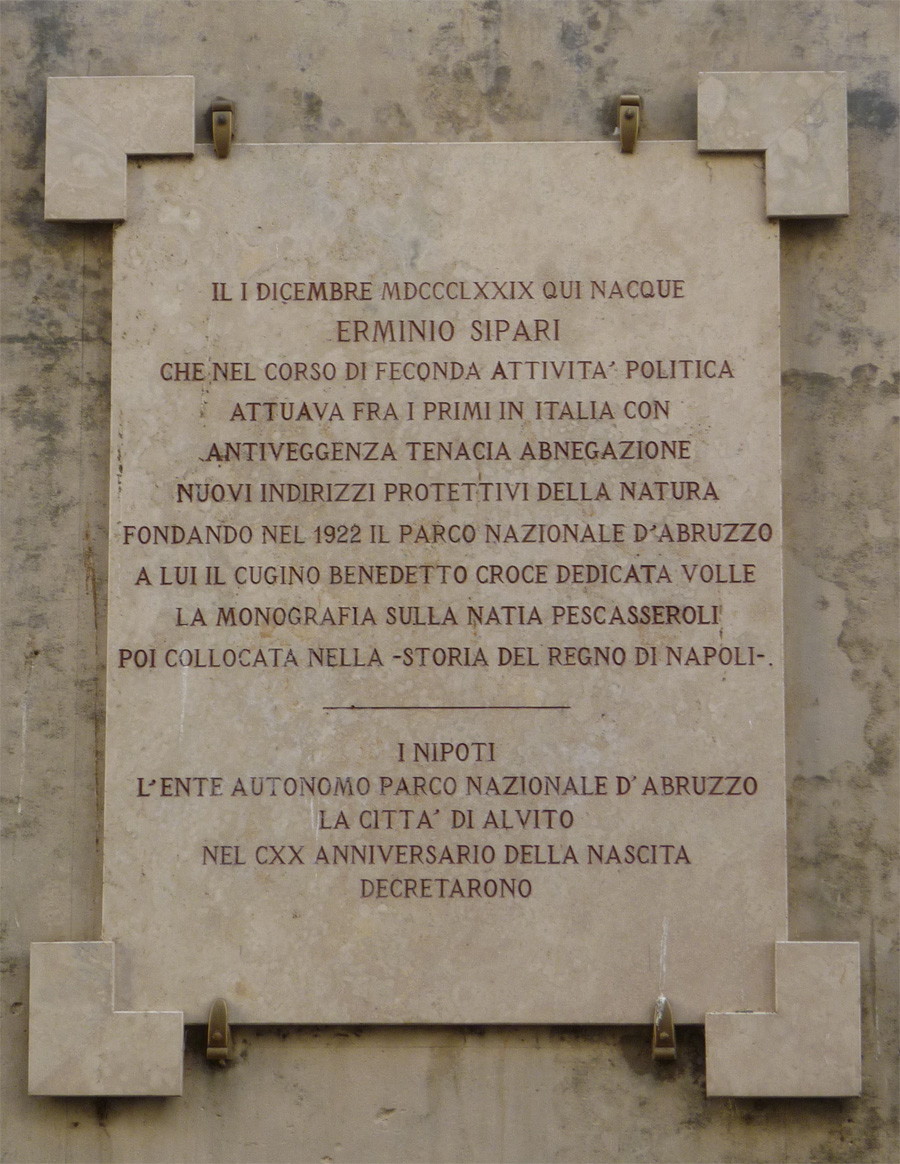
Lapide in memoria di Erminio Sipari
sul palazzo natale in Alvito

Nel 1913, tra le file del Partito Radicale Italiano, è stato eletto per la prima volta alla Camera dei deputati nel collegio elettorale di Pescina (Legislatura 24^), confermandosi anche nella 25^, 26^ e 27ª Legislatura del Regno d'Italia. È stato nominato Sottosegretario di Stato alla Marina nel 1921. Ha seduto in Parlamento sino al 1929, intervenendo soprattutto, con interpellanze, interrogazioni e disegni di legge, sia per la ricostruzione dei centri della Marsica distrutti dal terremoto del 13 gennaio 1915, sia per l'istituzione e la difesa del Parco nazionale d'Abruzzo. Di quest'ultimo è stato instancabile promotore: nonostante i veti ministeriali, dovuti soprattutto alla scarsa conoscenza dei parchi nazionali, Sipari è riuscito ad inaugurarlo, in via privata, il 9 settembre 1922, grazie anche al sostegno di suo cugino Benedetto Croce, che ha scritto per l'occasione la monografia di Pescasseroli. È riuscito a concretizzare quel progetto attraverso una serie di fondamentali tappe: il 21 ottobre 1921, quale presidente della Federazione Pro-Montibus per il Lazio e l'Abruzzo, ha ottenuto in affitto un'area dal comune di Opi da destinare a riserva protetta, esempio poi seguito da altri comuni, mentre il 25 novembre 1921 ha ufficialmente costituito a Roma l'Ente autonomo del Parco Nazionale d'Abruzzo.

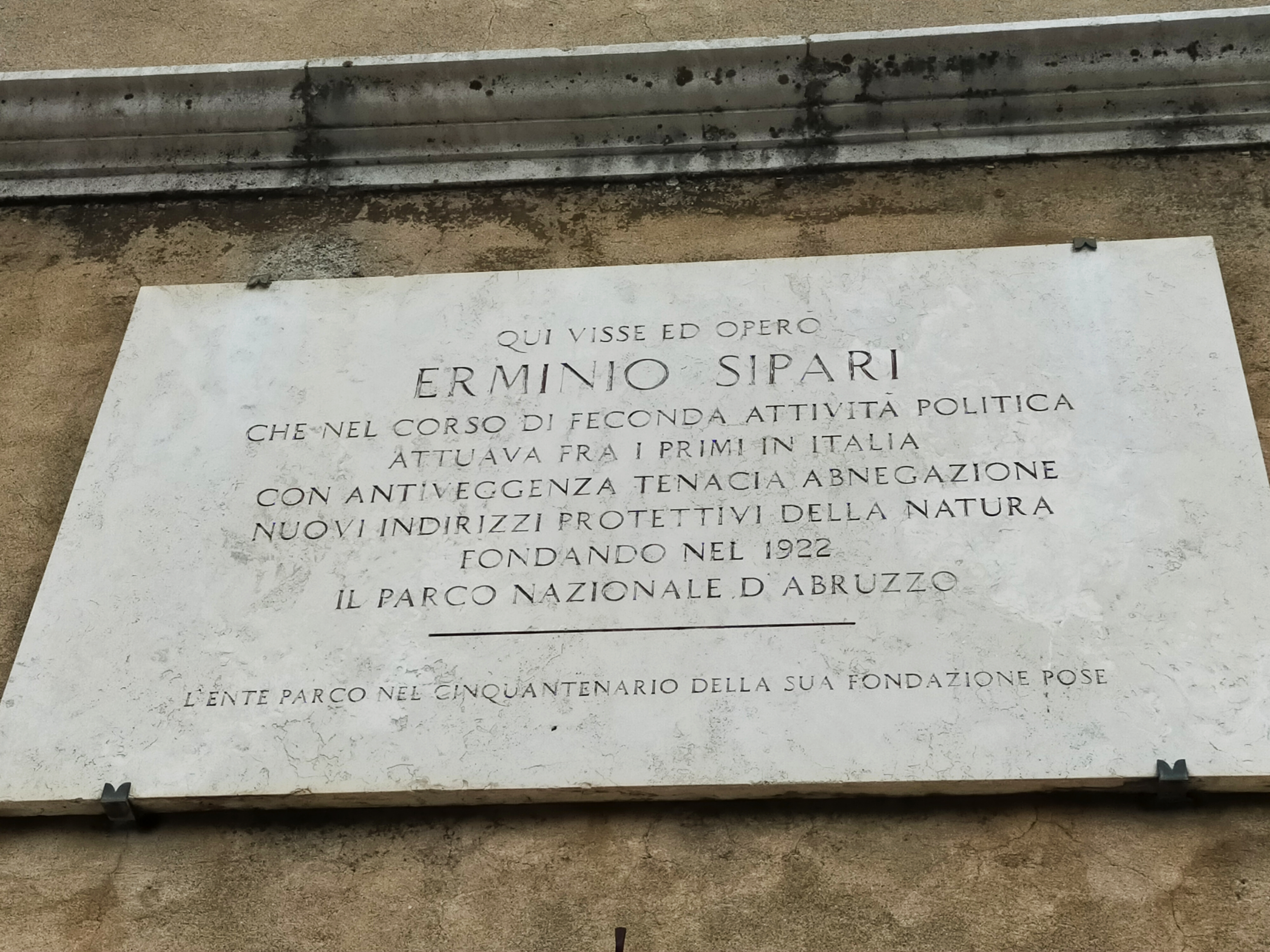
Targa dedicata a Erminio Sipari nel palazzo Sipari di Pescasseroli

Con la successiva istituzione legislativa, è stato eletto primo presidente di quell'Ente, carica che ha mantenuto sino al 1933, quando gli enti autonomi dei due parchi esistenti, quello d'Abruzzo e quello del Gran Paradiso, sono stati sciolti dal fascismo. Durante tale decennio, Sipari si è reso promotore, oltre alla creazione della Condotta forestale marsicana, primo Consorzio forestale d'Italia, di un progetto per la realizzazione di un'autostrada fra Roma e Napoli, con uscita a Cassino per il Parco nazionale d'Abruzzo, e della strenua difesa (peraltro vincente) dell'area protetta dai progetti della società Terni, che voleva realizzare due bacini artificiali per lo sfruttamento di energia idroelettrica nelle piane di Opi e di Barrea. Tale opposizione, che comportò l'inimicizia di diversi gerarchi del Partito fascista legati alla lobby industriale, ha determinato per l'artefice del Parco la mancata nomina a senatore.
Sipari è considerato dagli storici dell'ambiente tra gli "ideatori" del più moderno modello di sviluppo sostenibile, avendo concepito e sviluppato la gestione del Parco nazionale d'Abruzzo sull'avveniristico legame tra conservazione naturalistica e sviluppo turistico. Di questo modello sono testimoni anche i suoi numerosi interventi sul Parco Nazionale d'Abruzzo, costituiti in particolare da articoli pubblicati su periodici locali e nazionali, da relazioni ministeriali e da discorsi parlamentari. Mentre due iscrizioni lapidee ne commemorano la nascita e l'opera sui palazzi aviti di Alvito e Pescasseroli, il suo nome è ricordato dalla Elongata siparii, una specie di coleottero (genere oreina) dedicatagli dall'entomologo Paolo Luigioni nel 1930, da un sentiero (parte del sentiero Italia) che collega Alvito a Pescasseroli, dedicatogli nel 2018 dall'Ente Parco Nazionale d'Abruzzo, Lazio e Molise, nonché da una via dedicatagli da Roma Capitale nel IX Municipio.

## Opere

### La "Relazione Sipari"

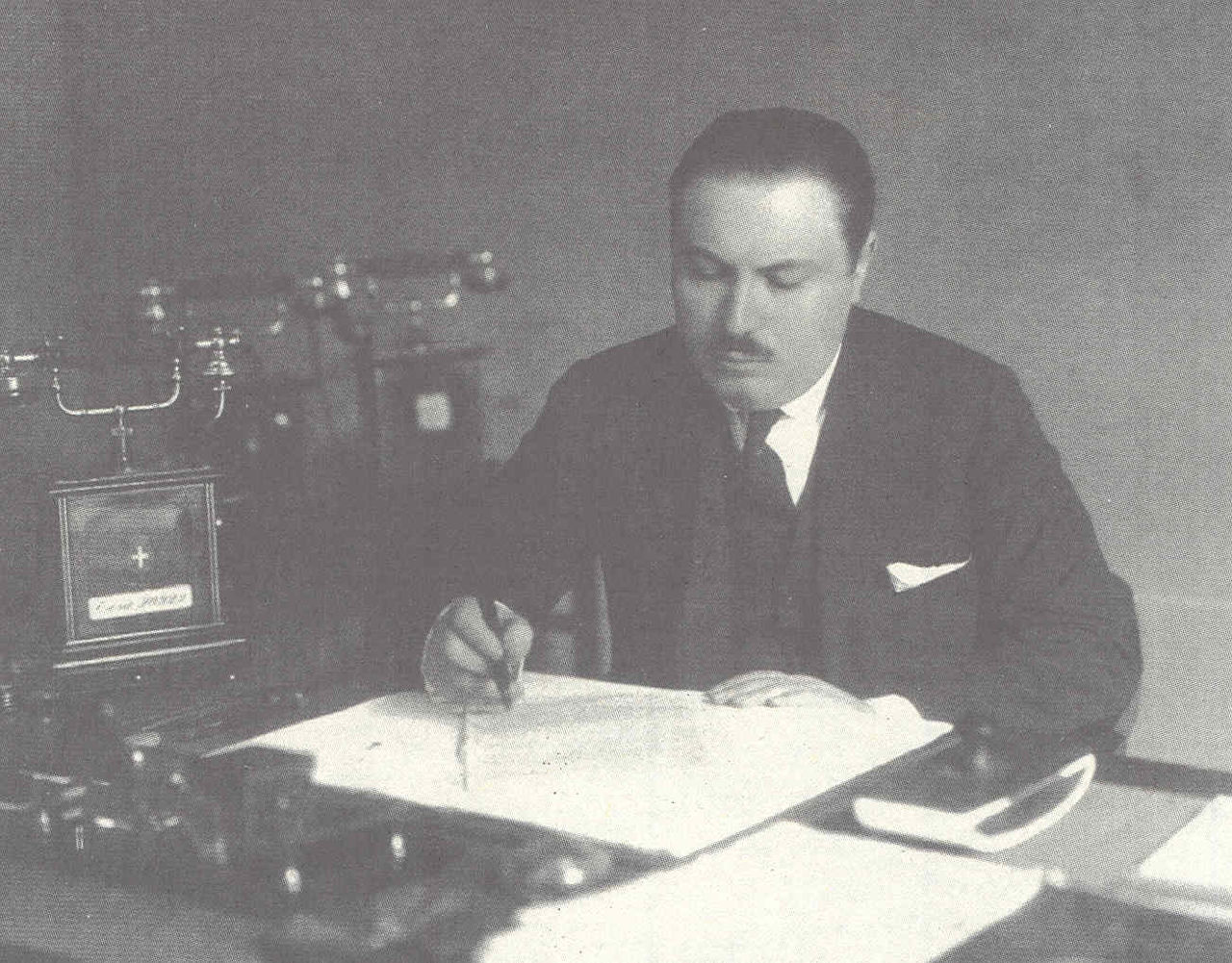
Ritratto di Erminio Sipari (1921)
al tavolo di lavoro

Il principale degli scritti di Erminio Sipari s'intitola Relazione del Presidente del Direttorio provvisorio dell'Ente autonomo del Parco nazionale d'Abruzzo alla Commissione amministratrice dell'Ente stesso, nominata con Regio Decreto 25 marzo 1923, più nota come "Relazione Sipari". Letta il 17 marzo 1923 alla neo-istituita Commissione amministratrice del Parco nazionale d'Abruzzo, venne data alle stampe soltanto nel 1926. Il volume ripercorre in oltre 300 pagine le vicende relative all'istituzione della prima area protetta italiana, le sue finalità (tra le quali lo sviluppo turistico) e le sue peculiarità floro-faunistiche. In appendice è stata collocata, tra l'altro, una preziosa Statistica degli orsi, camosci, caprioli, lupi ed aquile uccisi o catturati nella zona del Parco Nazionale d'Abruzzo. Chiude il volume una corposa bibliografia, che registra anche la presenza di numerose pubblicazioni a carattere internazionale sui parchi allora esistenti, a testimonianza dell'approfondita conoscenza maturata sull'argomento dall'autore. La Relazione Sipari è considerata, assieme al libro La difesa delle bellezze naturali d'Italia (Roma 1923) di Luigi Parpagliolo, il manifesto della prima conservazione della natura in Italia.

### Soccorsi alla Marsica
Fra gli interventi parlamentari di Sipari sul tema dei soccorsi ad Avezzano e alla Marsica dopo il terremoto del 1915 si segnalano:
- I ritardi per i soccorsi del terremoto della Marsica deplorati alla Camera dagli On. Sipari e Maffi, Tip. della Camera dei Deputati, Roma 1915[12];
- E. Sipari, Per la produzione nazionale. Discorso pronunciato sulle comunicazione del Governo alla Camera dei Deputati nella tornata del primo marzo 1919, Tip. della Camera dei Deputati, Roma 1919[13];
- E. Sipari, Per la Marsica. Discorso sulle comunicazioni del Governo pronunciato alla Camera dei Deputati nella tornata del 9 luglio 1920, Tip. della Camera dei Deputati, Roma 1920[14];
- E. Sipari, Assegnazioni di nuovi fondi per la ricostruzione della Marsica. Discorsi pronunciati alla Camera dei Deputati nelle tornate prima e seconda del 2 agosto 1920, Roma 1920[15];
- E. Sipari, Interessi della Marsica: discorsi pronunciati alla Camera dei Deputati nelle tornate del 23 febbraio e 9 marzo 1927, Tip. della Camera dei Deputati, Roma 1927[16].

## Onorificenze
- Grande ufficiale dell'Ordine della Corona d'Italia

 Regno
- Cittadino onorario dei comuni di Gioia dei Marsi e Lecce nei Marsi[17].